# Pomník Jurije Gagarina (Karlovy Vary)
Pomník Jurije Gagarina v Karlových Varech je umístěn před budovou karlovarského letiště v Olšových Vratech. Autoři díla jsou Antonín Kuchař a Gisela Zubrová-Kuchařová.

## Jurij Gagarin v Karlových Varech
Jurij Gagarin navštívil v roce 1966 karlovarský filmový festival a přenocoval v hotelu Moskva (dříve i později hotel Pupp).

## Historie pomníku
Socha prvního kosmonauta byla vytvořena sochařem Antonínem Kuchařem a jeho manželky výtvarnice Gisely Zubrové-Kuchařové v roce 1975. Odlita byla v národním podniku Závody umělecké kovovýroby v Praze (ZUKOV). Původně stávala uprostřed města před vchodem do Vřídelní kolonády. Slavnostní odhalení proběhlo 11. května 1975 v rámci oslav 30. výročí osvobození vlasti Sovětskou armádou současně s otevřením nově vybudované moderní kolonády, která tehdy dostala název Vřídelní kolonáda Jurije Gagarina. Karlovarská socha byla jediným Gagarinovým pomníkem odhaleným na území tehdejšího Československa.
Po roce 1989 přicházely stížnosti obyvatel města na umístění pomníku. Karlovarští zastupitelé proto rozhodli pomník přemístit k letišti v Olšových Vratech. Proti odstranění sochy z centra města protestoval Vasilij Jakovlej z ruského velvyslanectví a požadoval její návrat k Vřídelní kolonádě. Osobně přijel do Karlových Varů a tehdejšímu primátorovi Václavu Lokvencovi hrozil mezinárodním soudem. Socha byla poté složena pod přístřeškem u skládky v Drahovicích, což vyvolalo další protesty ruské strany. Dne 30. listopadu 1992 byla převezena na prostranství před halou karlovarského letiště. Původcem myšlenky na nové umístění sochy byl karlovarský znalec historie Jiří Böhm. Autor Antonín Kuchař neměl proti tomuto námitky. V rozmezí let 2007 a 2009 byla socha z důvodu modernizace zázemí letiště několikrát přemístěna a nakonec získala své místo na novém podstavci u parkoviště vedle nové moderní odbavovací haly.

## Popis pomníku
Figurální plastika v nadživotní velikosti o výšce 320 cm představuje kosmonauta ve stříbrném skafandru; pravou nohu má nakročenou a pravou ruku zdviženou jakoby kynoucí návštěvníkům. Postava stojí na nízkém hranolovém podstavci na jehož pravé boční straně je vysekán nápis:
a.g. Kuchařovi 1974

na zadní straně pak nápis:
LIL ZUKOV